# Atalaya (plant)
Atalaya is een geslacht uit de zeepboomfamilie (Sapindaceae). De soorten komen voor in het noordwestelijke deel van Australië, Papoea-Nieuw-Guinea en op de Kleine Soenda-eilanden en verder in het zuidelijke deel van Afrika zoals in Zuid-Afrika, Swaziland en Mozambique.

## Soorten
- Atalaya alata (Sim) H.M.L.Forbes
- Atalaya angustifolia S.T.Reynolds
- Atalaya australiana Leenh.
- Atalaya brevialata Cowie & Wightman
- Atalaya calcicola S.T.Reynolds
- Atalaya capensis R.A.Dyer
- Atalaya collina S.T.Reynolds
- Atalaya hemiglauca (F.Muell.) F.Muell. ex Benth.
- Atalaya multiflora Benth.
- Atalaya natalensis R.A.Dyer
- Atalaya oligoclada S.T.Reynolds
- Atalaya papuana (Radlk.) Leenh.
- Atalaya rigida S.T.Reynolds
- Atalaya salicifolia (DC.) Blume
- Atalaya sericopetala S.T.Reynolds
- Atalaya variifolia (F.Muell.) F.Muell. ex Benth.

... · 
Acer (Esdoorn) · 
Aesculus (Paardenkastanje) · 
Alectryon · 
Allophylus · 
Atalaya · 
Dimocarpus · 
Harpullia · 
Litchi (Lychee) · 
Paullinia · 
Sapindus (Zeepnotenboom) · 
Talisia · 
Zanha · 
...